# Xã Jackson, Quận Sandusky, Ohio
Xã Jackson (tiếng Anh: Jackson Township) là một xã thuộc quận Sandusky, tiểu bang Ohio, Hoa Kỳ. Năm 2010, dân số của xã này là 1.608 người.